# Walditz
Walditz ist ein Ortsteil der Stadt Frohburg im Süden des Landkreises Leipzig in Sachsen.

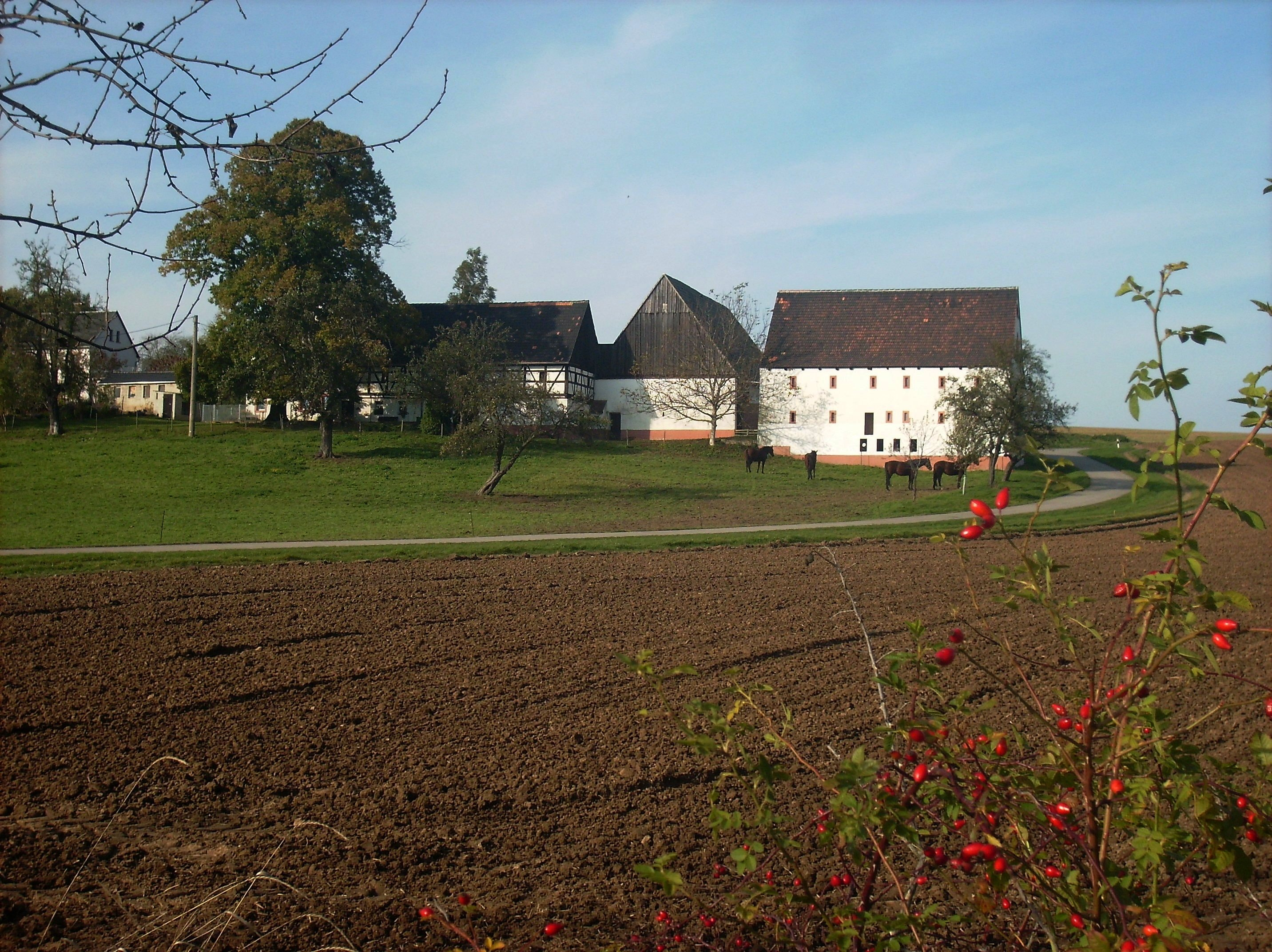
Bauernhof am Ostrand von Walditz

## Geographie
Walditz liegt zwischen Wiesen, Feldern und Waldstücken östlich der Stadt Kohren-Sahlis.

## Geschichte
Walditz lag bis 1856 im kursächsischen bzw. königlich-sächsischen Amt Borna. Der Gerichtsbarkeit über Walditz lag beim Rittergut Sahlis. Ab 1856 gehörte der Ort zum Gerichtsamt Frohburg und ab 1875 zur Amtshauptmannschaft Borna.
Am 1. Oktober 1948 wurde die bis dahin eigenständige Gemeinde Walditz nach Kohren-Sahlis eingemeindet. Seit dem 1. Januar 2018 gehört der Ort zur Stadt Frohburg.

### Einwohnerentwicklung
- 1834: 138 Einwohner
- 1871: 155 Einwohner
- 1890: 142 Einwohner
- 1910: 164 Einwohner
- 1925: 140 Einwohner
- 1939: 131 Einwohner
- 1946: 213 Einwohner
- 2000: 039 Einwohner